# Victor Yarros
Victor Yarros (Rússia, 1865-1956) foi um autor anarquista nascido na Rússia que imigrou para os Estados Unidos.  Neste país passou a colaborar para o periódico anarco-individualista dos Estados Unidos chamado Liberty.